# Première ligue canadienne 2020
Navigation
Édition précédente Édition suivante
La saison 2020 de la Première ligue canadienne est la deuxième édition de la Première ligue canadienne (PLCan), organisée par l'Association canadienne de soccer.
La saison est prévue initialement pour commencer en avril. Cependant, la saison était suspendue indéfiniment en mars à cause de la pandémie de COVID-19. Le 29 juillet, la PLCan annonce que la saison 2020 est transformée en un tournoi dans un seul lieu.

## Participants
| Participants     |                          |                          |
| Équipe           | Ville et province        | Entraîneur               |
| Atlético Ottawa  | Ottawa, Ontario          | Mista                    |
| Cavalry FC       | Calgary, Alberta         | Thomas Wheeldon Jr. (en) |
| FC Edmonton      | Edmonton, Alberta        | Jeff Paulus (en)         |
| HFX Wanderers FC | Halifax, Nouvelle-Écosse | Stephen Hart             |
| Valour FC        | Winnipeg, Manitoba       | Robert Gale (en)         |
| York9 FC         | Région d'York, Ontario   | Jim Brennan              |
| Forge FC         | Hamilton, Ontario        | Bobby Smyrniotis         |
| Pacific FC       | Langford, C.-B.          | Pa-Modou Kah             |

## Format de la compétition
- Toutes les rencontres du tournoi, surnommé « Championnat de l’Île » («Island Games» en anglais), auront lieu à l'Alumni Field de l'Université de l'Île-du-Prince-Édouard, à Charlottetown[3]. Le tournoi comprend trois phases :
- Le premier tour et le deuxième tour sont des tournois simples. Le troisième tour est composé d'une finale avec un seul match.
- Les huit équipes participent au premier tour. Les quatre meilleures équipes du premier tour se qualifient pour le deuxième tour. Les deux meilleures équipes du deuxième tour se qualifieront pour la finale[3].
- L'équipe qui remporte la finale est couronnée championne de la saison 2020. Elle représente alors la PLCan dans la Ligue de la CONCACAF en 2021.

En cas d'égalité, les critères suivants départagent les équipes :
1. Nombre de points
2. Nombre de points lors d'oppositions
3. Différence de buts générale
4. Nombre de buts marqués
5. Nombre de victoires
6. Nombre de minutes jouées par des joueurs de moins de 21 ans
7. Tirage à la pièce.

## Classement et résultats

### Premier tour
| Rang | Équipe           | Pts | J | G | N | P | Bp | Bc | Diff |  | Résultats        | CAV | HFX | FOR | PAC | YOR | VAL | OTT | EDM |
| ---- | ---------------- | --- | - | - | - | - | -- | -- | ---- |  | ---------------- | --- | --- | --- | --- | --- | --- | --- | --- |
| 1    | Cavalry FC       | 13  | 7 | 4 | 1 | 2 | 10 | 7  | +3   |  | Cavalry FC       |     | 2-1 | 2-2 | 1-2 | 1-0 | 2-0 | 0-2 | 2-0 |
| 2    | HFX Wanderers FC | 12  | 7 | 3 | 3 | 1 | 12 | 7  | +5   |  | HFX Wanderers FC |     |     | 1-1 | 2-2 | 1-1 | 2-0 | 2-0 | 3-1 |
| 3    | Forge FC         | 12  | 7 | 3 | 3 | 1 | 13 | 9  | +4   |  | Forge FC         |     |     |     | 2-1 | 2-3 | 2-2 | 2-0 | 2-0 |
| 4    | Pacific FC       | 11  | 7 | 3 | 2 | 2 | 10 | 8  | +2   |  | Pacific FC       |     |     |     |     | 1-1 | 2-0 | 0-1 | 2-1 |
| 5    | York9 FC         | 10  | 7 | 2 | 4 | 1 | 8  | 7  | +1   |  | York9 FC         |     |     |     |     |     | 0-0 | 2-2 | 1-0 |
| 6    | Valour FC        | 8   | 7 | 2 | 2 | 3 | 8  | 9  | -1   |  | Valour FC        |     |     |     |     |     |     | 4-0 | 2-1 |
| 7    | Atlético Ottawa  | 8   | 7 | 2 | 2 | 3 | 7  | 12 | -5   |  | Atlético Ottawa  |     |     |     |     |     |     |     | 2-2 |
| 8    | FC Edmonton      | 1   | 7 | 0 | 1 | 6 | 5  | 14 | -9   |  | FC Edmonton      |     |     |     |     |     |     |     |     |

- Qualification pour le deuxième tour

### Deuxième tour
| Rang | Équipe           | Pts | J | G | N | P | Bp | Bc | Diff |  | Résultats        | FOR | HFX | CAV | PAC |
| ---- | ---------------- | --- | - | - | - | - | -- | -- | ---- |  | ---------------- | --- | --- | --- | --- |
| 1    | Forge FC         | 7   | 3 | 2 | 1 | 0 | 4  | 1  | +3   |  | Forge FC         |     | 1-1 | 1-0 | 2-0 |
| 2    | HFX Wanderers FC | 4   | 3 | 1 | 1 | 1 | 3  | 7  | -4   |  | HFX Wanderers FC |     |     | 2-1 | 0-5 |
| 3    | Cavalry FC       | 3   | 3 | 1 | 0 | 2 | 4  | 4  | 0    |  | Cavalry FC       |     |     |     | 3-1 |
| 4    | Pacific FC       | 3   | 3 | 1 | 0 | 2 | 6  | 5  | +1   |  | Pacific FC       |     |     |     |     |

- Qualification pour la finale

### Finale
| Forge FC |

| HFX Wanderers FC |

| Forge FC |

| HFX Wanderers FC |

| G                | 1  | Triston Henry                  |     |     |
| DD               | 4  | Dominic Samuel                 |     |     |
| DC               | 14 | David Edgar                    | 65e |     |
| DC               | 5  | Daniel Krutzen                 |     |     |
| DG               | 6  | Kwame Awuah                    |     |     |
| MC               | 24 | Paolo Sabak                    |     | 80e |
| MC               | 13 | Alexander Achinioti-Jönsson    |     |     |
| MC               | 10 | Kyle Bekker                    |     |     |
| AD               | 7  | David Choinière                |     | 90e |
| AG               | 2  | Jonathan Grant                 | 58e | 67e |
| A                | 19 | Molham Babouli                 |     | 80e |
| Remplaçants :    |    |                                |     |     |
| G                | 31 | Baj Maan                       |     |     |
| D                | 21 | Jordan Dunstan                 |     | 90e |
| D                | 22 | Monti Mohsen                   |     |     |
| M                | 15 | Maxim Tissot                   |     | 80e |
| A                | 9  | Marcel Zajac                   |     |     |
| A                | 11 | Chris Nanco                    |     |     |
| A                | 17 | Kadell Thomas                  |     | 67e |
| A                | 20 | Gabriel Wiethaeuper-Balbinotti |     |     |
| A                | 23 | Anthony Novak                  |     | 80e |
| Entraîneur :     |    |                                |     |     |
| Bobby Smyrniotis |    |                                |     |     |

| G             | 50 | Christian Oxner      |  |     |
| DD            | 6  | Chrisnovic N'sa      |  |     |
| DC            | 2  | Peter Schaale        |  |     |
| DC            | 3  | Jems Geffrard        |  |     |
| DG            | 14 | Mateo Restrepo       |  |     |
| MC            | 17 | Aboubacar Sissoko    |  |     |
| MC            | 18 | Andre Rampersad      |  |     |
| AD            | 7  | Alex Marshall        |  |     |
| MO            | 22 | João Morelli         |  | 81e |
| AG            | 10 | Alessandro Riggi     |  | 71e |
| B             | 11 | Akeem Garcia         |  |     |
| Remplaçants : |    |                      |  |     |
| G             | 1  | Jason Beaulieu       |  |     |
| D             | 13 | Daniel Kinumbe       |  |     |
| D             | 24 | Alex De Carolis      |  |     |
| D             | 20 | Jake Ruby            |  |     |
| M             | 5  | Louis Béland-Goyette |  |     |
| M             | 8  | Omar Kreim           |  | 81e |
| M             | 15 | Scott Firth          |  |     |
| A             | 9  | Ibrahima Sanoh       |  |     |
| A             | 23 | Cory Bent            |  | 71e |
| Entraîneur :  |    |                      |  |     |
| Stephen Hart  |    |                      |  |     |

## Statistiques individuelles
| Rang | Joueur                      | Équipe           | Buts |
| ---- | --------------------------- | ---------------- | ---- |
| 1    | Akeem Garcia                | HFX Wanderers FC | 6    |
| 2    | Marco Bustos                | Pacific FC       | 5    |
| 3    | João Morelli                | HFX Wanderers FC | 4    |
| 4    | Alexander Achinioti-Jönsson | Forge FC         | 3    |
| 4    | Kyle Bekker                 | Forge FC         | 3    |
| 4    | Jordan Brown                | Cavalry FC       | 3    |
| 4    | Alejandro Díaz              | Pacific FC       | 3    |
| 4    | Joseph Di Chiara            | York9 FC         | 3    |
| 4    | Nathan Mavila               | Cavalry FC       | 3    |
| 4    | Easton Ongaro               | FC Edmonton      | 3    |

| Rang | Joueur          | Équipe           | Passes |
| ---- | --------------- | ---------------- | ------ |
| 1    | Marco Bustos    | Pacific FC       | 3      |
| 2    | Francisco Acuña | Atlético Ottawa  | 2      |
| 2    | Molham Babouli  | Forge FC         | 2      |
| 2    | Víctor Blasco   | Pacific FC       | 2      |
| 2    | Alejandro Díaz  | Pacific FC       | 2      |
| 2    | Shaan Hundal    | Valour FC        | 2      |
| 2    | Brett Levis     | Valour FC        | 2      |
| 2    | Alex Marshall   | HFX Wanderers FC | 2      |
| 2    | Andre Rampersad | HFX Wanderers FC | 2      |
| 2    | Paolo Sabak     | Forge FC         | 2      |
| 2    | Maxim Tissot    | Forge FC         | 2      |

### Récompenses annuelles
| Trophée               | Joueur        | Équipe           |
| --------------------- | ------------- | ---------------- |
| Meilleur joueur       | Kyle Bekker   | Forge FC         |
| Meilleur buteur       | Akeem Garcia  | HFX Wanderers FC |
| Meilleur gardien      | Triston Henry | Forge FC         |
| Meilleur jeune (U-21) | Mohamed Farsi | Cavalry FC       |
| Meilleur entraîneur   | Stephen Hart  | HFX Wanderers FC |

## Bilan
| Championnat Canada de football 2020 |                     |
| Champion                            | Forge FC (2e titre) |
| Dauphin                             | HFX Wanderers FC    |
| Qualifications continentales        |                     |
| Ligue de la CONCACAF 2021           | Forge FC            |